# Буфер (артиллерия)

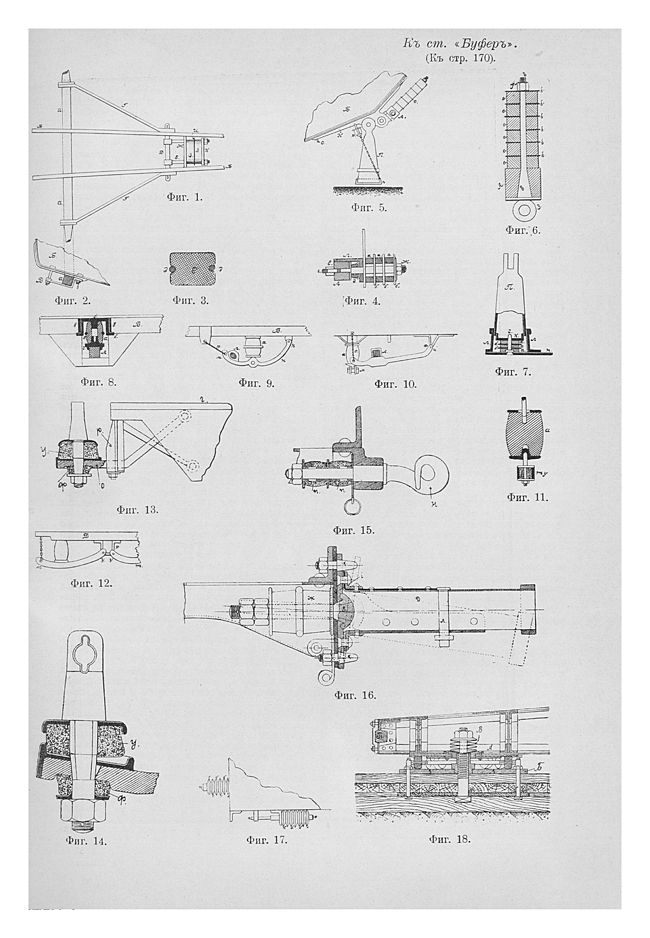
Рисунок из статьи «Буфер»
(«Военная энциклопедия Сытина»)

Буфер  — приспособление, служившее в XIX веке для смягчения удара некоторых частей лафетной системы, например, на раме, по которой скользит лафет 11-дюймовой береговой пушки, задние буферa принимают на себя удар лафета, когда он откатится после выстрела до конца рамы, передние же ослабляют удар лафета при его накатывании на место. В лафетах для полевых орудий образца 1877 года каучуковый буфер применен с целью уменьшить разрушительное действие орудия в момент выстрела на боевую ось с колесами.